# 离解
离解（英語：Dissociation），或稱解离，在化学中，指化合物分裂而形成离子或原子团的过程。

## 范例
例如，醋酸（CH3COOH）溶于水，离子键断裂即形成醋酸根离子（CH3COO−）。而其中的氢原子则变为一个氢離子（实际上是一个质子），并与水结合形成H3O+。这一反应可以离子方程式描述如下：
CH3COOH + H2O → H3O+ + CH3COO−
但通常來说，为了简便，可以不写出氢離子与水的反应，因此以上反應可簡記作：
CH3COOH → H+ + CH3COO−
水由于其特殊的性质（可电解为H+与OH−），可在发生离子反应后使溶液显酸或碱性。如氨水（NH3·H2O），实际上可以理解为水给了氨气一个质子，即：
NH3 + H2O → NH4+ + OH−

## 电解质
电解质是指在溶液或熔融状态下发生离解的物质。可完全离解的物质称为强电解质，部分离解则称为弱电解质。

## 离子积与pH
溶液在特定温度下，其H+的浓度（记作[H+]）与OH−的浓度（记作[OH−]）之积是一个常数，记作Kw，即水的离子积常数。室温（25℃）下，Kw约等于1×10−14mol L−1。当[H+]等于[OH−]时，溶液呈中性；若[H+]大于[OH−]，溶液呈酸性；反之則呈碱性。
为了便于计量，定义pH=-log[H+]。如某一溶液中H+离子浓度为1×10−4mol L−1，则其pH值为4。水的pH值为7。
當H+离子浓度大于1mol L−1的溶液，pH值将是负值，反而不便。这些溶液一般直接用[H+]计量。